# Joseph Edgar Brown

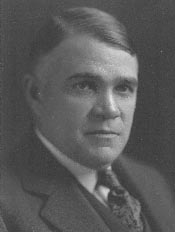
Joseph Edgar Brown

Joseph Edgar Brown (* 11. Februar 1880 in Jasper, Marion County, Tennessee; † 13. Juni 1939 in Chattanooga, Tennessee) war ein US-amerikanischer Politiker. Zwischen 1921 und 1923 vertrat er den Bundesstaat Tennessee im US-Repräsentantenhaus.

## Leben
Joseph Brown war der Sohn von Foster V. Brown, der ebenfalls für den Staat Tennessee im US-Repräsentantenhaus saß. Er besuchte zunächst die Baylor’s Preparatory School in Chattanooga und studierte danach bis 1902 an der Cumberland University in Lebanon. Nach einem anschließenden Jurastudium und seiner im Jahr 1904 erfolgten Zulassung als Rechtsanwalt begann er in Jasper in seinem neuen Beruf zu arbeiten. Im Jahr 1907 verlegte er seinen Wohnsitz und seine Kanzlei nach Chattanooga.
Politisch war Brown Mitglied der Republikanischen Partei. Bei den Kongresswahlen des Jahres 1920 wurde er im dritten Wahlbezirk von Tennessee in das US-Repräsentantenhaus in Washington, D.C. gewählt, wo er am 4. März 1921 die Nachfolge von John A. Moon antrat. Da er 1922 auf eine erneute Kandidatur verzichtete, konnte er bis zum 3. März 1923 nur eine Legislaturperiode im Kongress absolvieren. Zwischen 1922 und 1924 war Brown Vorsitzender seiner Partei in Tennessee. Im Jahr 1924 war er Delegierter zur Republican National Convention in Cleveland, auf der Präsident Calvin Coolidge zur Wiederwahl nominiert wurde. Ansonsten arbeitete Joseph Brown wieder als Anwalt in Chattanooga. Dort ist er am 13. Juni 1939 auch verstorben.